# King-Denborough-Syndrom
Das King-Denborough-Syndrom ist eine sehr seltene angeborene Erkrankung mit den Hauptmerkmalen angeborene Muskelschwäche, Fehlbildungen und Risiko einer malignen Hyperthermie.
Synonyme sind: Koussef-Nichols-Syndrom; englisch King Syndrome; Anesthetic-induced malignant hyperpyrexia in children
Das Syndrom ist nicht mit dem Koussef-Syndrom zu verwechseln.
Die Namensbezeichnung bezieht sich auf den Erstautoren der Erstbeschreibung aus dem Jahre 1962 durch die australischen Ärzte M. A. Denborough und Mitarbeiter und wurde im Jahre 1992 geprägt.

## Verbreitung
Die Häufigkeit wird mit unter 1 zu 1.000.000 angegeben, die Vererbung erfolgt autosomal-dominant.

## Ursache
Der Erkrankung liegen Mutationen im RYR1-Gen auf Chromosom 19 Genort q13.2 zugrunde, welches für den Ryanodin-Rezeptor kodiert.
Mutationen auf dem gleichen Gen finden sich auch bei der Malignant hyperthermia susceptibility (MHS) Typ 1.

## Klinische Erscheinungen
Klinische Kriterien sind:
- Muskelschwäche, leichte Ermüdbarkeit
- verzögerte motorische Entwicklung
- Ptosis
- eventuell Creatin-Kinase-Erhöhung
- Skelettveränderungen wie Kleinwuchs, Skoliose, Kyphose, Lendenlordose und Kiel- oder Hühnerbrust
- Gesichtsauffälligkeiten wie Hypertelorismus, tief ansetzende Ohrmuscheln, Mikrognathie
- Kryptorchismus
- Suszeptibilität für maligne Hyperthermie und/oder Rhabdomyolyse